# سبط المارديني
سبط المارديني (826 - 912 هـ / 1423 - 1506 م) هو عالم بالرياضيات والهيئة، ومؤذن في الجامع الأزهر.
هو محمد بن محمد بن أحمد الغزال الدمشقي، بدر الدين، الشهير بسبط المارديني.

## أعماله

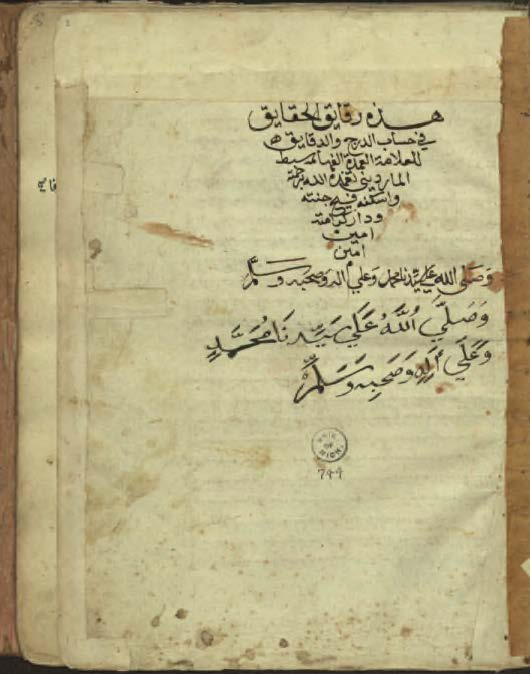
الصفحة الأولى من مخطوطة رقائق الحقائق في حساب الدرج والدقائق في جامعة ميشيغان

الصفحة الأولى من مخطوطة في جامعة ميشيغان
وقد قام بسبط المارديني بشرح وتأليف كتب كثيرة في مجالات مختلفة منها في الفلك والجبر والفقه والفرائض

- تحفة الأحباب في علم الحساب
- حاوى المختصرات في العمل بربع المقنطرات
- تعليق مختصر علي لامية ابن المهائم في الجبر والمقابلة
- جداول رسم المنحرفات على الحيطان
- رقائق الحقائق في حساب الدرج والدقائق
- الدر المنثور في العمل بربع الدستور
- الرسالة الفتحية في الأعمال الجيبية
- المواهب السنية في أحكام الوصية
- القول المبدع في شرح المقنع
- كفاية القنوع في العمل بالربع المقطوع
- كشف الغوامض
- إرشاد الفارض إلى كشف الغوامض
- اللمعة الشمسية
- لقط الجواهر في تحديد الخطوط والدوائر
- هداية السائل إلى الربع الكامل
- قرة العين
- ترتيب مجموع الكلائى
- شرح فصول ابن الهائم
- وسيلة الطلاب ونزهة الألباب إلى معرفة الأوقات بالحساب
- شرح الرحبية